# 中島徳太郎 (貴族院議員)
中島 徳太郎（なかしま とくたろう、1881年（明治14年）1月2日 - 1955年（昭和30年）8月9日）は、大正から昭和期の実業家、政治家。貴族院多額納税者議員。中島家3代当主、旧姓・長生、旧名・与四郎。位階は正五位。勲等は勲三等。

## 経歴
石川県金沢区、現金沢市小立野3丁目の長生家に生まれる。高等小学校を卒業。紙卸商・中島家2代、先代徳太郎の養子となり、1922年（大正11年）養父の死去に伴い家督を相続し徳太郎を襲名した。和洋紙卸商を営む。
1925年（大正14年）以降、加賀製紙社長、中島商店社長、石川県農業社長、北國銀行取締役、北國新聞社監査役、北陸鉄道取締役、北陸倉庫取締役、倉庫精練取締役、金沢商業会議所議員、金沢商工会議所会頭（1929年から10年間在任）、石川県商工団体連合会会長、日本放送協会評議員などを務めた。
1939年（昭和14年）補欠選挙で貴族院多額納税者議員に互選され、同年8月28日から1947年（昭和22年）5月2日の貴族院廃止まで在任した。この間、研究会に所属して活動した。
1951年（昭和26年）、金沢市文化賞を受賞。
その他、真宗大谷派本願寺大總講頭や、同派金沢別院の役職なども務めた。
金沢市立図書館の建設に際し、8万円の寄付を行った。